# Khán phòng

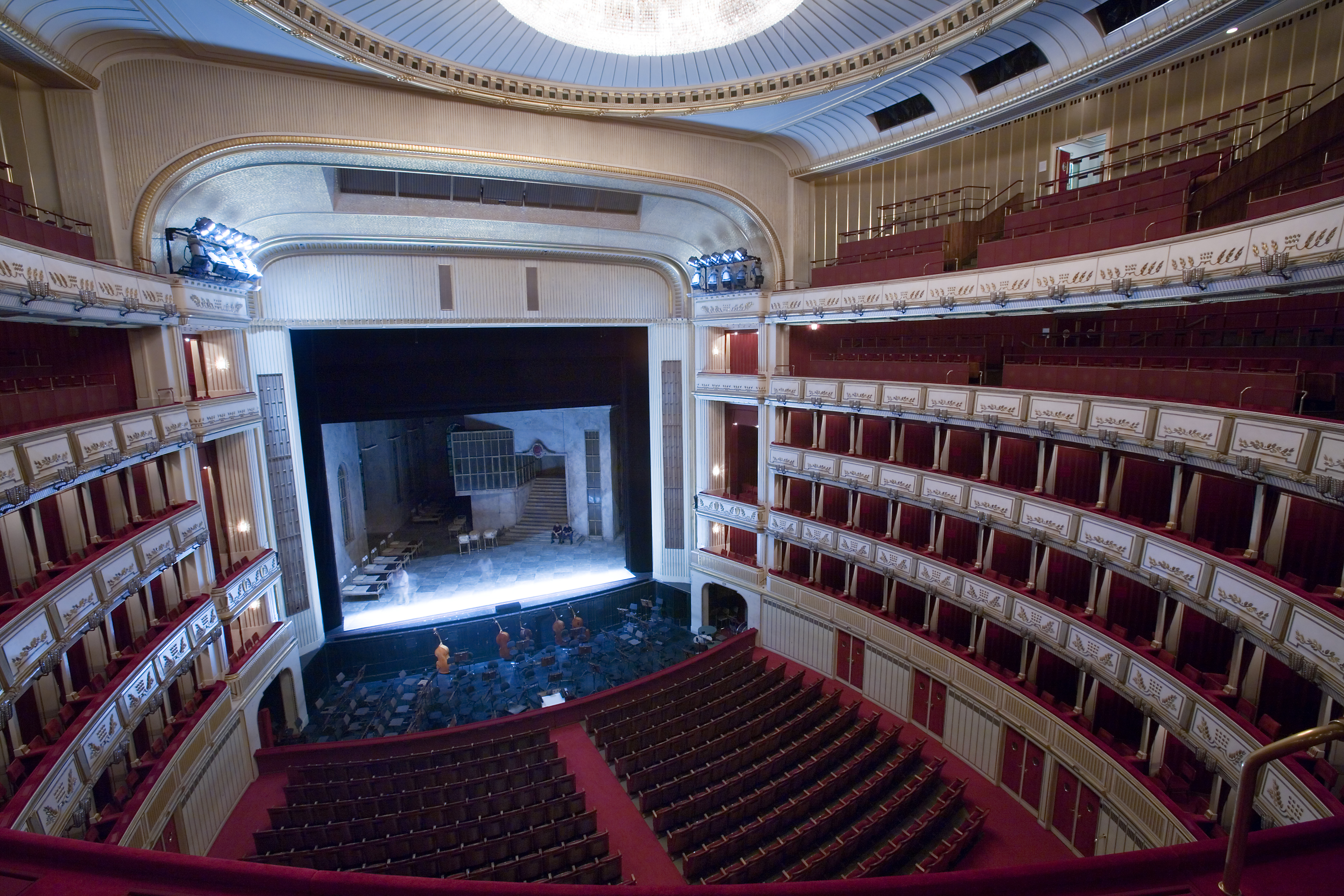
Toàn cảnh khán phòng của Nhà hát opera Tiểu bang Viên, nước Áo

Khán phòng hay đôi khi còn gọi đầy đủ là khán thính phòng, là một căn phòng được xây dựng nhằm giúp các khán thính giả có thể nghe và xem các màn trình diễn trên sân khấu. Đối với không gian rạp chiếu phim thì số khán phòng sẽ phụ thuộc vào số lượng màn chiếu. Khán phòng có thể xuất hiện tại các tụ điểm giải trí, các trung tâm cộng đồng và rạp hát cũng như có thể được dùng cho hoạt động tập dượt, trưng bày, sản xuất nghệ thuật biểu diễn hoặc có thể là một không gian học tập (trường hợp này còn gọi là giảng đường).